# Kejsarens nya kläder
Kejsarens nya kläder (dansk originaltitel Keiserens nye klæder) är en konstsaga av den danske författaren H.C. Andersen, utgiven 1837. Sagan är inspirerad av en berättelse ur samlingen El Conde Lucanor av don Juan Manuel, publicerad år 1337.

## Handling
I sagan syr två skräddare nya kläder till kejsaren. De säger att de använder ett magiskt tyg som gör att mindre begåvade personer inte kan se det. I själva verket använder de inget tyg alls, men eftersom ingen vill framstå som mindre begåvad låtsas alla om att de ser "kläderna", och kejsaren vandrar omkring naken. Ett litet barn utropar dock: "Han har ju inga kläder på sig!"
Bokens sensmoral används ofta för att symbolisera hur människor anpassar sig till gruppen (på ytan bejakar det som andra bejakar), även när det är uppenbart för dem själva att gruppen har fel. Att liksom det lilla oskuldsfulla barnet i sagan utbrista Kejsaren är naken! innebär, att påpeka något som alla kan se, men som ingen vågat säga.